# Aristokles

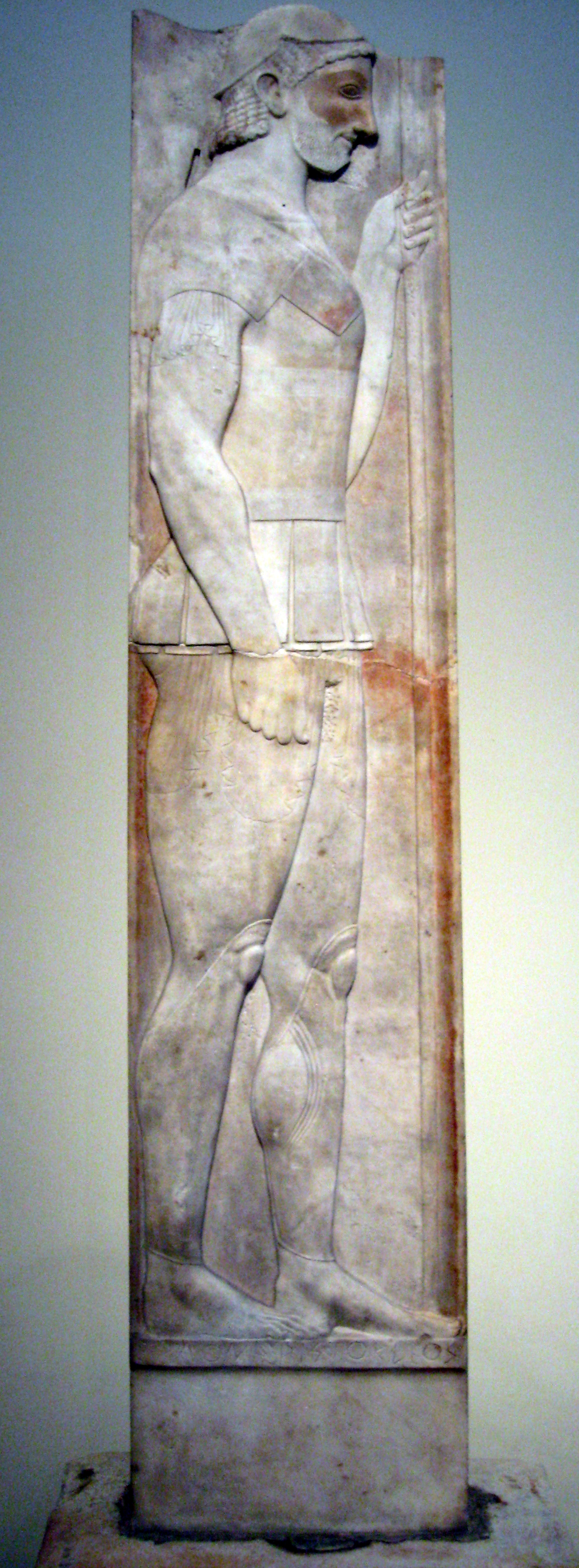
Aristions gravstele.

Aristokles var en attisk bildhuggare under 500-talet f.Kr., enligt inskrift upphovsman till den berömda gravstelen över atenaren Aristion, ett av den arkaisk-attiska konstens viktigaste monument.